# Bachilleres de Guadalajara
Bachilleres de Guadalajara – meksykański klub piłkarski z siedzibą w mieście Guadalajara, w stanie Jalisco, działający w latach 1977–2002.

## Historia
Klub został założony w 1977 roku i od razu przystąpił do rozgrywek drugoligowych – Segunda División, w których występował w latach 1977–1982, po czym spadł do trzeciej ligi. Na zaplecze najwyższej klasy rozgrywkowej awansował po siedmiu latach i ponownie w drugiej lidze grał w latach 1989–1993, później notując kolejny spadek. Drużyna w sezonie 1996/1997 wygrała trzecią ligę – Segunda División, dzięki czemu po raz kolejny awansowała na drugi szczebel, lecz bezpośrednio po tym sprzedała swoją licencję lokalnemu zespołowi o dużo bogatszych tradycjach, Universidadowi de Guadalajara. Mimo to w późniejszych latach ekipa Bachilleres jeszcze przez kilka sezonów występowała w drugiej lidze, a w 2001 roku nawiązała umowę z pierwszoligowym Club Atlas, zostając jego filią. Od tamtego czasu główne zadanie klubu polegało na ogrywaniu młodych wychowanków Atlasu w profesjonalnych rozgrywkach. Dzięki temu przez zespół Bachilleres przewinęło się wówczas kilku znanych później graczy, jak José de Jesús Corona, Armando Navarrete, Javier Robles, Jaime Durán, Juan Pablo García czy Cristian Cásseres, a trenerem był dawny reprezentant kraju Daniel Guzmán. Klub został ostatecznie rozwiązany w 2002 roku.